# Disolución de imágenes
La disolución de imágenes fue un tipo de espectáculo del siglo XIX, en el cual se exhibía la transición gradual de la proyección de una imagen mediante la linterna mágica. El efecto es similar al fundido del cine moderno. Entre los ejemplos típicos, encontramos paisajes que se disuelven pasando del día a la noche, o del verano al invierno. El efecto se conseguía alineando la proyección de dos imágenes iguales haciendo pequeña la primera mientras se introduce la segunda. El tema y el efecto de la linterna mágica disolviendo imágenes es muy similar a las pinturas populares del teatro diorama, original de París en el año 1822. Los términos "disolución de imágenes", "imágenes diorámicas" y "diorama" eran intercambiadas en los pósteres del siglo XIX.

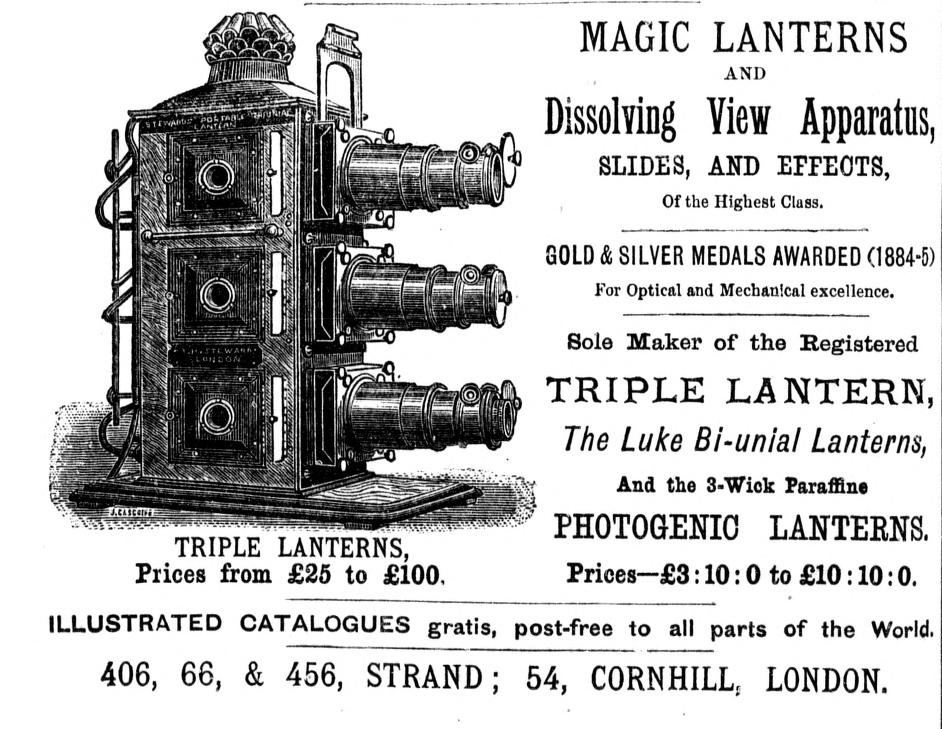
Anuncio de una triple linterna / aparato de disolución de imágenes (1886)

Mientras que la mayoría de imágenes disueltas mostraban paisajes o monumentos arquitectónicos con diferentes luces, el efecto también se utilizaba para otros usos. Por ejemplo, Henry Langdon Childe mostró pequeños bosques convertidos en catedrales. Otro ejemplo muy popular muestra un soldado durmiendo o soñando en el campo de batalla, con las imágenes disueltas presentándose como diferentes sueños encima de su cabeza.

## Invención
El efecto de la disolución fue inventado por el pionero de la fantasmagoría Paul De Philipsthal mientras estaba en Irlanda en 1804. Pensó en poner dos linternas para que el fantasma de Samuel apareciera de la niebla en la representación de la Bruja de Endor. Mientras trabajaba en el resultado deseado, se le ocurrió usar la misma técnica con los paisajes. Hay poca información sobre las actividades de De Philipsthal a partir de 1804; por tanto, queda poco claro si fue él mismo quien incorporó este efecto antes que cualquier otro inventor. Los pósteres y carteles de la época se centran en la exhibición de autómatas, además de "experimentos en óptica, aeronáutica, hidráulica y pirotecnia". Algunos de estos no hacen ninguna mención a los efectos ópticos. De todas formas, un diario de 1812 sobre una representación en Londres indica que De Philipsthal presentó "una serie de paisajes (en imitación de la luz de la luna), los cuales cambian insensiblemente en varias escenas provocando un efecto mágico muy especial". Después de que otros inventores presentaran linternas mágicas similares, De Philipsthal volvió de su jubilación en diciembre de 1827 con un espectáculo que incluía "diversas imágenes espléndidas (...) que se transforman imperceptiblemente (como si fuera magia) de la una a la otra".
Otro posible inventor es Henry Langdon Childe, quien supuestamente trabajó para De Philipsthal. Se dice que él inventó la disolución de imágenes en 1807 y la innovó en 1818. Aun así, no existe documentación de Childe representando con una linterna mágica antes de 1827. Ese mismo año presentó "Scenic Views, showing the various effects of light and shade" co una serie de temas que desarrollarían en espectáculos clásicos, mientras que otras categorías ya habían sido tema en el diorama de Londres años atrás.
En 1826, el mago escocés M. Henry introdujo el que ya había nombrado antes "Beautiful Dissolvent Scenes", "imperceptibilidad de las imágenes cambiantes", "disolución de imágenes" e "Imágenes Mágicas" por Machinery, inventada por M. Henry. 
La última mención del término "disolución de imágenes" se produce en los carteles del barrio londinense Adelphi en 1837. Childe popularizó la disolución de imágenes en la Royal Polytechnic Institution (Universidad de Westminster) a principios de los 40.

## Técnica y equipamiento
Las linternas biuniales, con dos equipos de proyección óptica en un aparato, fueron producidas para proyectar la disolución más fácilmente. Probablemente, la primera linterna biunial fue creada por el oculista Mr. Clarke y presentada a la Royal Adelaide Gallery el 5 de diciembre de 1840. Muchos efectos más surgieron de las linternas triple, como el efecto de la nieve cayendo por un paisaje verde que se acaba convirtiendo en la versión nevada de un invierno.
Un dispositivo mecánico se podía instalar en la linterna mágica, la cual cerraba lentamente el diafragma de la primera diapositiva mientras, simultáneamente, abría el diafragma del segundo portaobjetos.
El proceso de impresión en placas de cobre, que introdujo Philip Carpenter en 1823, podría haber ayudado a la creación de diapositivas con trazos impresos que después podrían haberse coloreado para crear imágenes disueltas. No obstante, todas las diapositivas disueltas han sido pintadas a mano previamente.